# Pozor vlak
Pozor vlak je populárně naučný televizní magazín s železniční tematikou produkovaný společností AŽD Praha. Vysílán je s měsíční periodicitou na stanici A11 (dříve Sport 5) a dostupný je i na YouTube a iDNES.tv. 
Pořadem provází Jiří Dlabaja. Díly 5-73 spolumoderovala Lucie Slípková.
Kromě železničních aktualit pořad nabízí i reportáže z akcí s železniční tematikou a z železničních míst, které nejsou veřejnosti přístupné. Časté jsou také rozhovory s železničními odborníky.
Od roku 2012 vzniklo přes sto půlhodinových dílů.

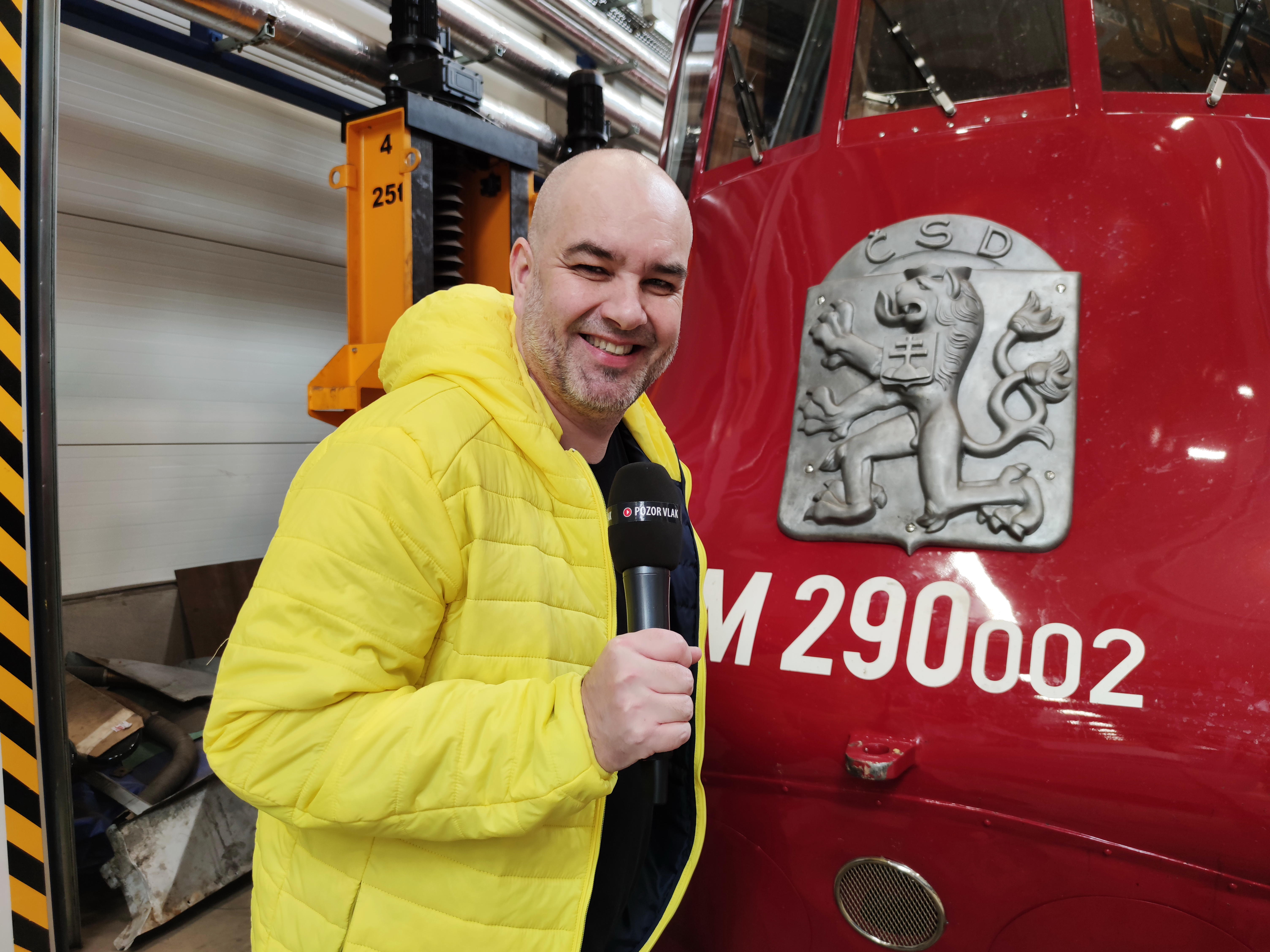
Jiří Dlabaja, autor a moderátor TV magazínu POZOR VLAK

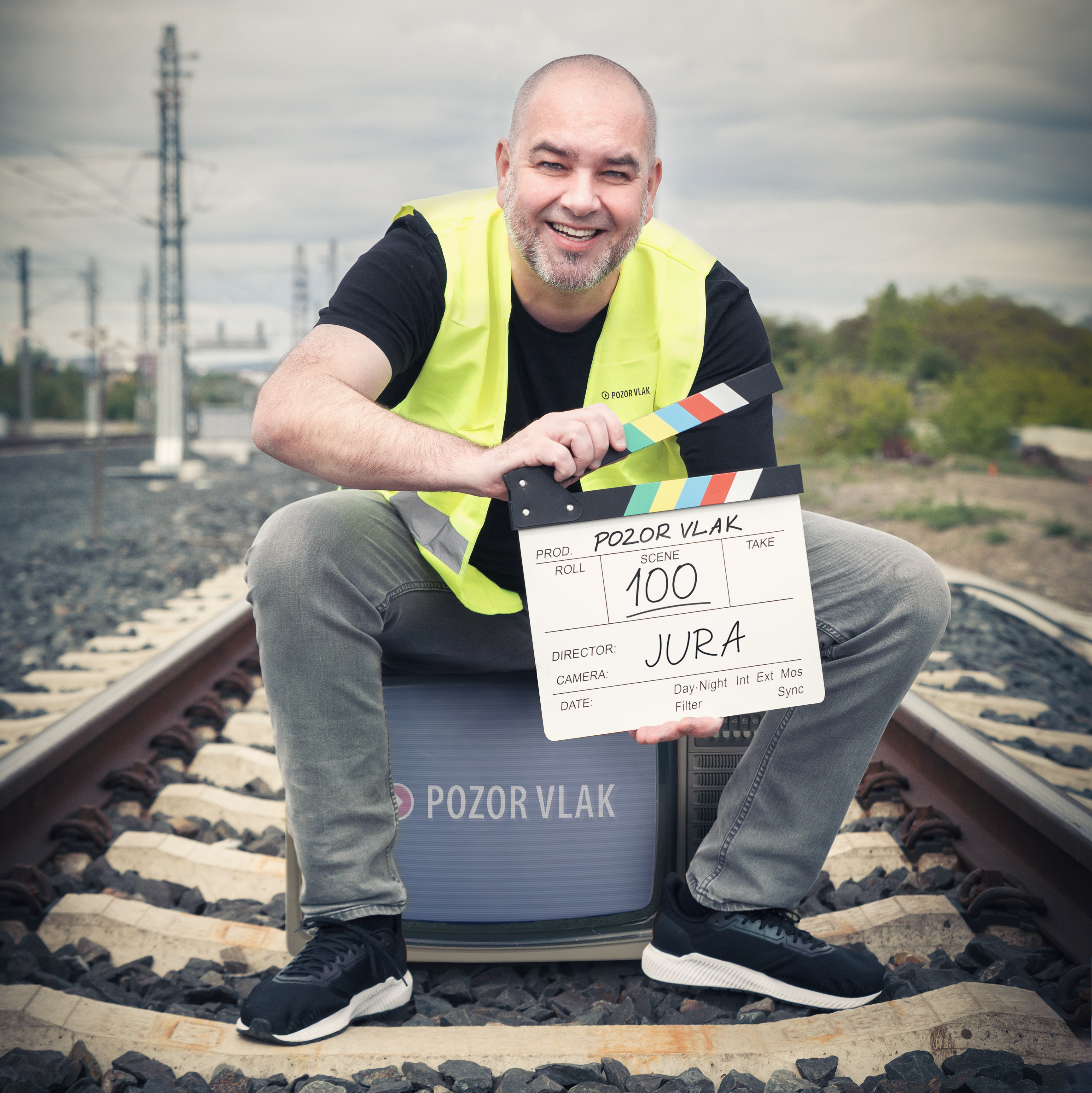
Titulní fotografie s Jiřím Dlabajou pro časopis REPORTÉR u příležitosti 100. vydání TV magazínu POZOR VLAK

## Úžasné návraty
Od 49. dílu má v pořadu historické okénko archivář Miroslav Kunt, který zveřejňuje archivní snímky z Národního archivu.
V depozitářích Národního archivu je uloženo velké množství filmových archiválií. Většinou se jedná o dokumentární, či výukové záznamy z činnosti různých úřadů a institucí. Jednou z nich je Ústřední dopravní institut (1967–1995) a jeho předchůdce Ústřední dům dopravní a spojové techniky, vzniklý v roce 1960. Filmové výstupy z jejich studia pomáhaly při výuce především železničářů a dnes jsou cenné svými dobovými záběry. 

### Seznam dílů
49 – Horská doprava ČSD (přelom 70. a 80. let 20. století)
Film „Horská doprava ČSD“ z přelomu 70.–80. let 20. století prezentuje především ozubnicovou železnici Štrba – Štrbské pleso, lanovky na Hrebienok a Lomnický štít a několik záběrů Tatranské elektrické železnice i hlavní trati Žilina – Košice.
50 – Drahá nepozornost (1976)
Druhý díl „Úžasných návratů“ se věnuje nepozornosti strojvedoucích a funkci tzv. tlačítka bdělosti. Instruktážní film „Drahá nepozornost“ zavede diváka na trať Lysá nad Labem — Vysočany a do kabiny strojvedoucího tehdy moderních elektrických lokomotiv.
51 – Elektrická lokomotiva E 499.0 I. díl (1958)
Třetí díl „Úžasných návratů“ se odehrává znovu na Slovensku. Ve filmu z roku 1958 se divák naučí změnit směr jízdy a odstavit elektrickou lokomotivu E 499.0 (dnes řada 140) v malebné krajině pod Vysokými Tatrami.
52 – Hovorová kázeň při zabezpečování jízd vlaků (přelom 70. a 80. let 20. století)
Díl o tom, jaký význam má správné telefonování — tedy na železnici a při zabezpečení jízd vlaků, kdy jde o životy. Film z přelomu 70. a 80. let 20. století se odehrává na trati Praha-Čakovice — Měšice u Prahy.
53 – Kolejové obvody (60. léta 20. století)
Prostředek pro spolupůsobení jízdy vlaku na zabezpečovacím zařízení. Instruktážní film Československých státních drah z první poloviny 60. let 20. století byl natočen na trati Žilina — Štrba a v Nymburce.
54 – Dobrou chuť (1977)
Jídelní vůz Československých státních drah zamířil v roce 1977 v propagačním filmu „Dobrou chuť!“ s rychlíkem Progress do Německé demokratické republiky. Film byl natočen filmovým studiem Ústředního dopravního institutu pro Federální ministerstvo dopravy.
55 – Konec slavné epochy (1975)
Na konec parní trakce v Československu připravoval diváka film Ústředního dopravního institutu „Konec slavné epochy“ z roku 1975. Neopakovatelné záběry parních lokomotiv na trati Praha — Děčín jsou doplněny vzpomínkami strojvedoucích.

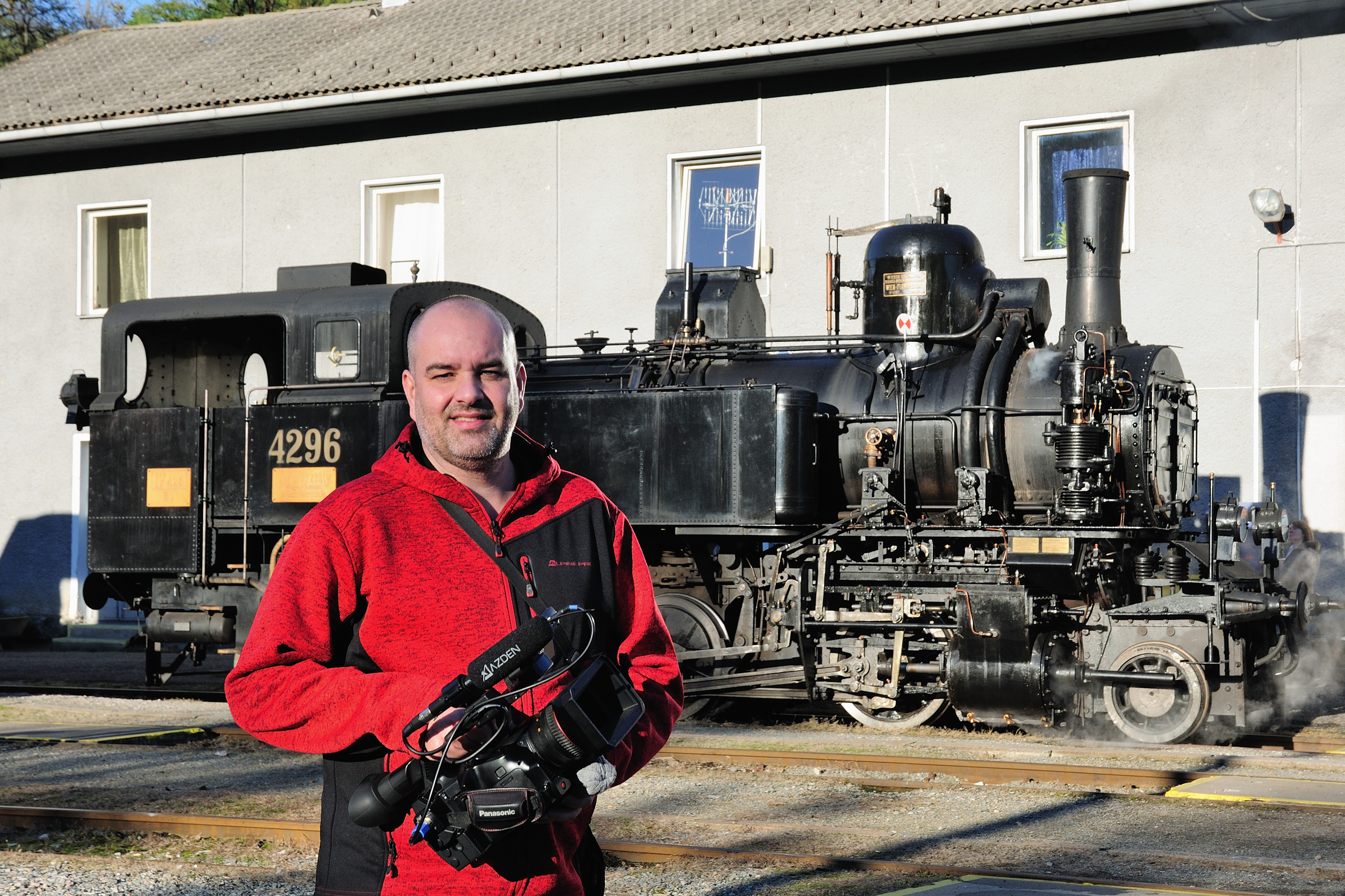
Natáčení TV magazínu POZOR VLAK na Slovensku

56 – Elektrická jednotka EM 475.1 (1966)
Film přináší záběry z výroby vlaku a seznamuje s konstrukcí a obsluhou vozidla pozdější řady 451, přezdívaného „pantograf“ nebo také „žabotlam“. Traťové záběry pocházejí z úseku Praha – Pardubice.
57 – Chyba znamená smrt (polovina 70. let 20. století)

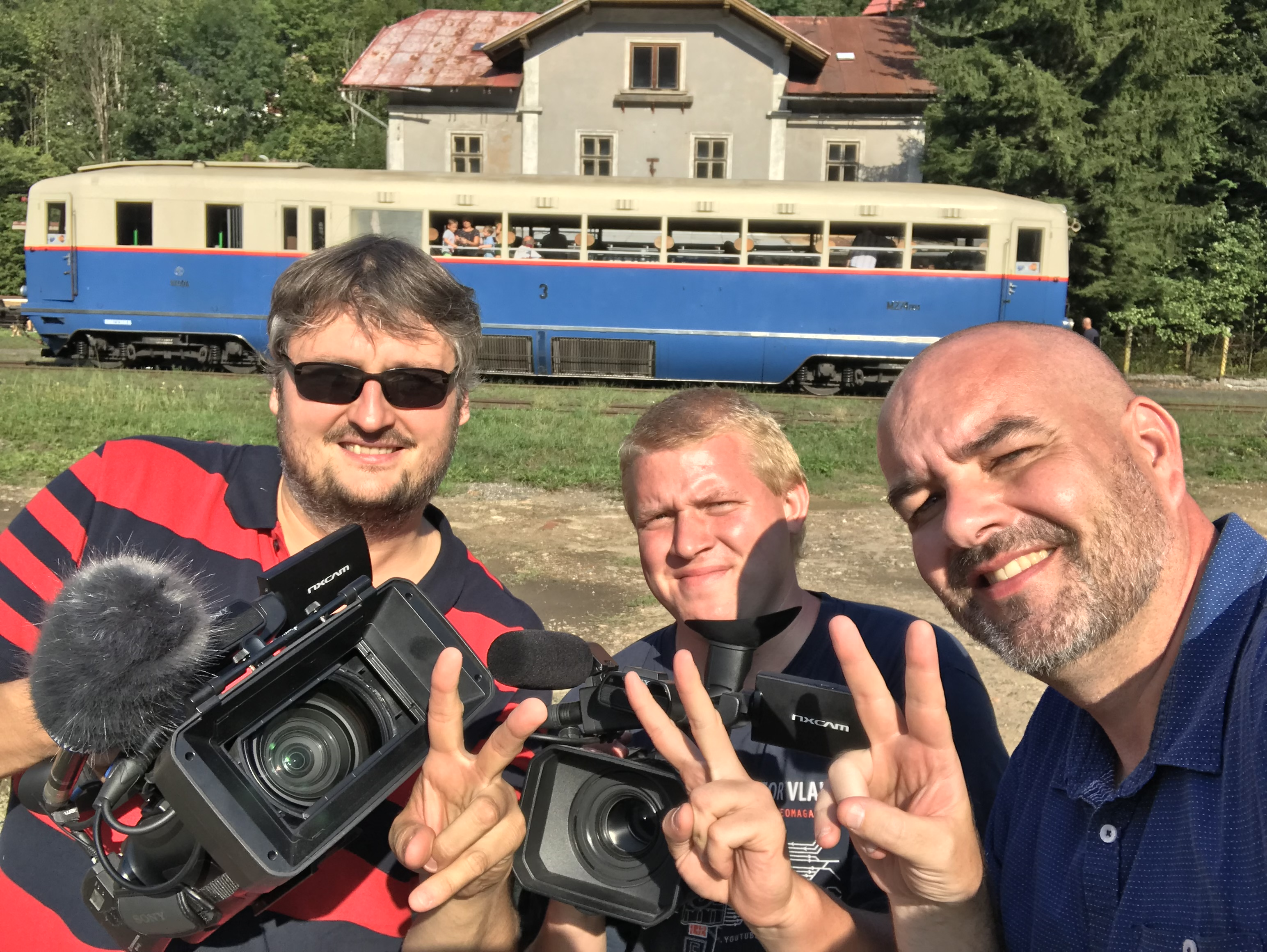
Televizní štáb POZOR VLAK (zleva Marek Zikuška, Jan Skutil, Jiří Dlabaja)

Originální hraný dokument Ústředního dopravního institutu rekonstruuje jednu z největších železničních nehod v Československu, která si vyžádala 31 mrtvých. Stala se 11. prosince 1970 u stanice Řikonín, západně od jihomoravského Tišnova.
58 – Lokomotiva ES 499.0 1 díl (70. léta 20. století)
Prototyp nejmodernější dvousystémové elektrické lokomotivy Československých státních drah ES 499.0002 (dnes řada 350) představuje film z poloviny 70. let 20. století. Tehdy nejmodernější lokomotivy byly v provozu i v době vysílání pořadu.
59 – Loučení s párou (1982)

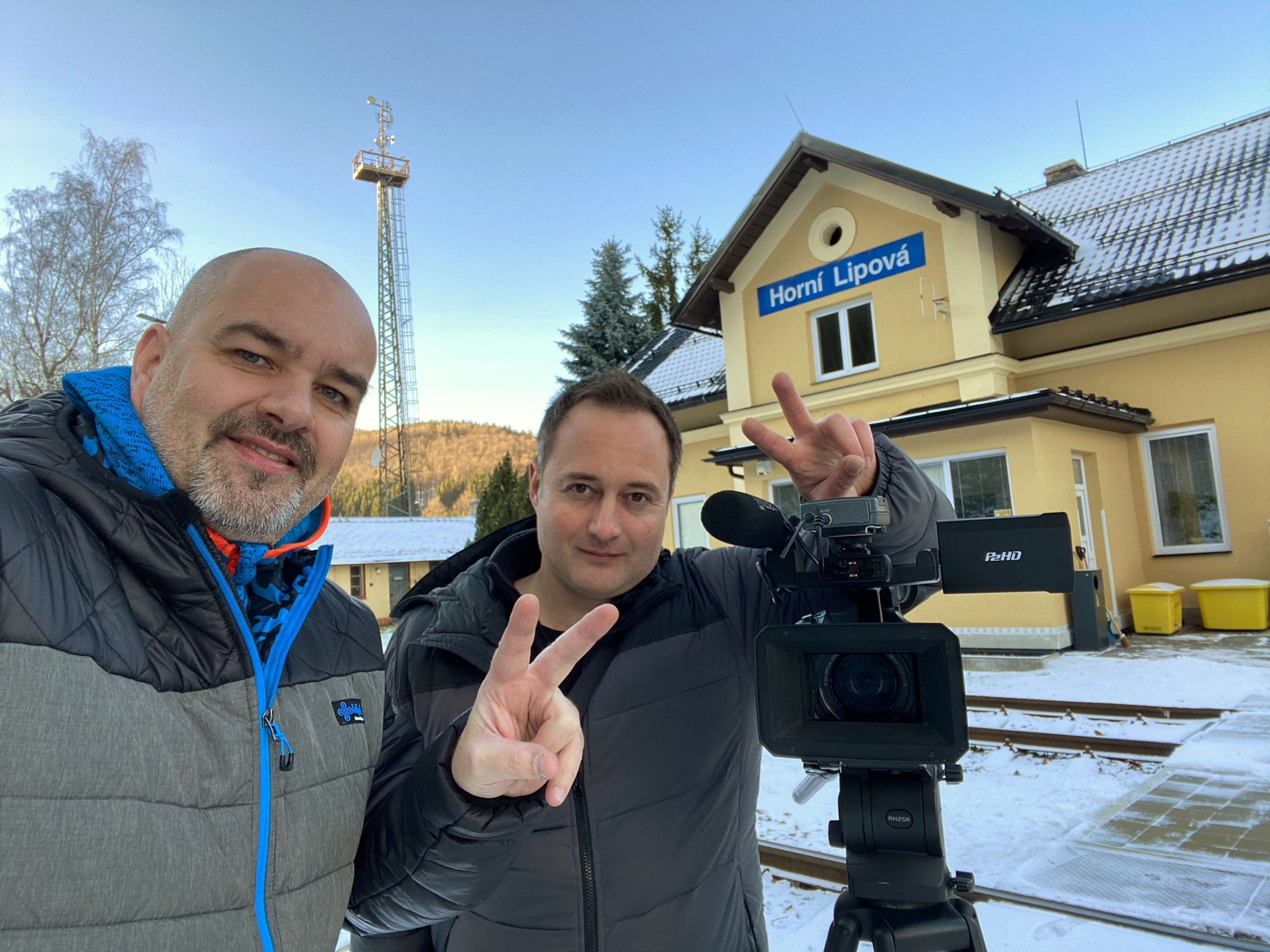
Televizní štáb POZOR VLAK (zleva Jiří Dlabaja, Petr Dobiášovský)

K ukončení parního provozu v Československu došlo v roce 1980. O dva roky později se v Nymburce konaly oslavy s rozsáhlou výstavou a provozem parních lokomotiv. Tyto oslavy zachytil film Loučení s párou.
60 – Naše tvář (kolem 1967)
Železniční nehody často zaviní člověk. Jako v případě výpravčího ve filmu „Naše tvář“, který vedle řízení dopravy prodává i jízdenky.
61 – Největší stavba v oboru dopravy (asi 1963)
V areálu nejvyššího purkrabství na Pražském hradě byl v říjnu 1963 otevřen Dům československých dětí. O rok později byl obohacen o velké modelové kolejiště, jehož vznik přibližuje film „Největší stavba v oboru dopravy“.
62 – Železniční zpravodaj č. 6 z roku 1960 a č. 14 z roku 1964
Brněnské Studio názorných učebních pomůcek ČSD představilo odstřel výpravní budovy v Poříčanech, informační zařízení mechanického přejezdu a patentovaná rozlomitelná břevna závor.
63 – Železniční zpravodaj č. 5 z roku 1960
V první polovině 60. let 20. století Studio názorných učebních pomůcek ČSD, respektive Ústřední dům dopravní a spojové techniky, připravovali vlastní filmový zpravodaj. Reportáže z něho představují první myčku osobních vozů v Praze na Smíchově, unikátní bourání Herzánova mostu v České Třebové, zásah drážních hasičů a stavbu tzv. jižní nákladní spojky v Praze.
64 – Železniční zpravodaj č. 1 z roku 1949 a č. 8 z roku 1961
První železniční zkušební okruh normálního rozchodu na světě vznikl u středočeských Cerhenic. Zpravodaj seznamuje s jeho stavbou a dále s cestou vodáků do Hvězdonic na Posázavském pacifiku, s předáním školícího vozu Pražské dráhy a zejména s železničním neštěstím u Frýdlantu 4. července 1958. V tomto případě jde o jediné známé filmové záběry z odstraňování následků nehody.
65 – Pohlednice z Kralup nad Vltavou (1989)
Kralupy nad Vltavou jsou významným železničním uzlem. Film z roku 1989 je doplněn současnými záběry.
66 – Železniční zpravodaj č. 2 z roku 1960
Reportáže Železničního zpravodaje z roku 1960 představí první ročník Mezinárodního strojírenského veletrhu v Brně, výměnu mostní konstrukce za přímo pojížděnou železobetonovou desku a předání železničního vozu určeného pro školení.
67 – Výcvik strojvedoucích (1982)
Film ukazuje, co všechno musel kandidát na strojvedoucího v tehdejší době absolvovat. Záběry pocházejí z depa Česká Třebová a z okolních tratí.
68 – Vteřiny do smrti (1966)
Na stále aktuální problém železničních přejezdů upozorňuje simulovaná srážka lokomotivy řady 524.0 s automobilem Tatra 603. Film vznikl z rozhodnutí kolegia ministra dopravy jako reakce na nehodu v Deštnici 2. května 1966, při níž v autobusu zahynulo 10 studentů.
69 – Příprava vlakové cesty (60. léta 20. století)
Instruktážní film o přípravě vlakové cesty nás přenese na železnici 60. let 20. století.
70 – ARES – Automatizovaný systém rezervování míst na železnici ČSD (1986)
Automatický rezervační systém Československých státních drah vycházel z východoněmeckého systému EPLA a jeho dodavatelem byl tamní kombinát Robotron. První jednání proběhla v roce 1981. Zkušební provoz začal v roce 1986.
71 – Příprava na zimu v sdělovací a zabezpečovací technice (60. léta 20. století)
Takzvaná zimní opatření jsou na železnici každoroční nezbytností. Je tomu i v případě elektromechanického zabezpečovacího zařízení (část natočena v Praze-Dejvicích). Uvidíte i proudový sněhomet s motorem stíhačky MIG 15.
72 – Odvětví elektrotechniky a energetiky (1986)
S historií elektrické trakce a soudobou problematikou elektrizace železnic seznamuje školní film pro 1. ročníky středních odborných učilišť železničních. Podrobně rozebírá profese v rámci dobové organizační struktury odvětví.
73 – 20 rokov podniku MTH Vrútky (1988)
1. ledna 1953 vznikl podnik Mechanizace traťového hospodářství Praha. Do něho byl začleněn závod Vrútky, který se v souvislosti s federalizací Československa osamostatnil (1969). Film popisuje výrobu v jednotlivých závodech podniku – Vrútky, Trnava, Košice a Vranov nad Topľou a péči o zaměstnance.
74 – Člověk kontra návěstidlo (1975)
Stereotyp a pracovní návyky, zvláště s ohledem na vnímání návěstních znaků, mohou být příčinou nehod. Záběry pocházejí z trati Šumperk – Uničov.
75 – Motorový rušeň T 679.1 (asi 1967)
Lokomotiva sovětské provenience přezdívaná „sergej“ nebo také „bubny tajgy“ je legendární. Popsáno je technické provedení stroje i jeho obsluha.
76 – Lokomotivní hospodářství (polovina 80. let 20. století)
Film seznamuje s údržbou a provozem lokomotiv. Popsána jsou lokomotivní depa, číslování hnacích vozidel používané do roku 1988 aj. Představena jsou nejdůležitější vozidla motorové a elektrické trakce.
77 – Železniční zpravodaj č. 9 z roku 1961
Film rekonstruuje nehodu, při níž 27. srpna 1961 ujely při posunu ve stanici Vrbno pod Pradědem vozy a na trati narazily do osobního motorového vlaku. V něm zahynulo 19 cestujících.
78 – Příležitost pro vás (kolem 1971)
Tento film lákal do řad železničářů, tedy modré armády, sestřihem zajímavých záběrů z Československa i ze zahraničí, většinou z 60. let 20. století s důrazem na moderní techniku
79 – Československé filmové noviny č. 37 z roku 1949
Stavba Tratě mládeže Hronská Dúbrava – Banská Štiavnica byla brigádnicky dokončena za rok a půl a slavnostně otevřena 28. října 1949. Tento okamžik film zachycuje. Druhá trať ve filmu „jenom“ oslavovala: úsek Dráhy císaře Františka Josefa Budějovice – Eggenburg byl otevřen 1. listopadu 1869. Dobové kostýmy, historické vozy a historická lokomotiva na trati z Českých Budějovic do Českých Velenic připomínají mimořádnou akci, netypickou pro rok 1949. Dobově typická je naopak oslava lokomotivy řady 476.0. Jedna s těchto lokomotiv, pojmenovaná „Drug“, byla věnována J. V. Stalinovi k narozeninám.
80 – Bezpečnost při práci v železničním provozu (60. léta)
Bezpečnost práce je nejoblíbenější téma instruktážních filmů. Uváděný film seznamuje s nejdůležitějšími zásadami při pohybu v kolejišti. Letmo také nahlíží na práci některých železničních profesí jako je posunovač nebo vozmistr.
81 – Stavba širokorozchodné trati I. díl: železniční spodek (1964–1965)
Rychlost stavby 88 kilometrů nové trati za 30 měsíců byla nevídaná. Širokorozchodná trať z Užhorodu do Hanisky pri Košiciach byla stavbou ostře sledovanou, protože na ní závisela přeprava sovětské rudy do Východoslovenských železáren v Košicích. Stavba byla zahájena 16. března 1964 a slavnostně otevřena 1. května 1966. Ve filmu uvidíte zejména traťové stroje, které stavbu železnice prováděly.
82 – Dispečerské VKV spojení
83 – Elektrické lokomotivy řady E 669.1 a 669.2
84 – Jeden stačí
85 – Poruchy na ústředním stavědle staničního zabezpečovacího zařízení
86 – Použití jídelních, lůžkových a lehátkových vozů
87 – Samočinné závory
88+89 – Sousedé v uniformě
90 – Železniční zkušební okruh Výzkumného ústavu železničního
91 – Jízdy následných vlaků bez vlakové čety na tratích s automatickým blokem
92 – Vyprávění o zasloužilém strojvůdci - V. I. Lenin
93 – Zpravodaj OSŽD 1973
94 – Bodový vlakový zabezpečovač
95 – Křižování na tratích D3
96 – Vnější čistění osobních železničních vozů
97 – Výhybkář
98+99 – Staniční elektromechanické zabezpečovací zařízení
101 – Srážky vlaků
102 – Vážení vlaků
103 – Výstražná zařízení na železničních přejezdech
104 – Průvodčí osobních vlaků
105 – Signalista
106 – Druhy posunu
107 – Až se zima zeptá ...
108 – Čistička štěrkového lože DELČ
109 – Jízda elektrických vlaků a výkonnost pevných trakčních zařízení
110 – Indikátory horkoběžnosti ložisek u ČSD
111 – ASP 09-16 CSM, nové metody v souvislém propracování kolejí
112 – Jízda vlaku po částech (Národní archiv)
113 – Kolejová sněhová fréza KSF 70
114 – Automatické přivařování kotlových rozpěrek (1960)
115 – Bez přehánění, i jedna sklenka škodí (asi 1975-1980)
116 – Bezpečnost osob pod trolejovým vedením (70. léta 20. století)
117 – Brzdové zařízení železničních vozů I. díl (1986)
118 – Brzdové zařízení železničních vozů II. díl
119 – Bezpečnost při práci v traťovém hospodářství (1968)
120 – Bezpečnost při práci s těžkou mechanizací v TH (natočeno 1980-1985)
121 – Elektrická trakce v zimě (1975)
122 – Bezpečnost práce na trakčním vedení (1988)
123 – Hospodárnost jízdy motorové trakce (1988)
124 – Defektoskopická kontrola kolejnic a výhybek (1978-1979)
125 – Elektrické vytápění vlaků (1962)
126 – Diagnostický systém pro osobní železniční vozy (asi 1983)
127 – Drahé poučení (1968-1969, Národní archiv)
128 – Jízda proti stůj! Elektromechanické zabezpečovací zařízení (1976)
129 – Dvanáctivřetenová zatáčečka DZ 500
130 – Elektrický ohřev výhybek
131 – Jízda drobného vozidla (1988)
132 – Jízda vlaku k přejezdu s porouchaným přejezdovým zařízením (1970)
133 – Jízda vlaku po nesprávné koleji (1969)
134 – Jízda drobného vozidla na trať a z trati (1970)
135 – Neznámý náborový film
136 – Neznámý náborový film, 2. díl
137 – Kolaudační oprava nákladního vozu - vozová skříň (asi 1982)
138 – Informační systém pro řízení dopravního provozu na železnici (1984)
139 – Kolejová brzda M 50 a její technické udržování (1966-1967)
140 – Automatizační systémy spádovišť
141 – Zabraňte úrazům! (1952)
142 – Mazání okolků lokomotiv ČSD (1989)
143 – Kultura cestování (1971-1972)
144 – Krytí vlaku (1971-1975)
145 – Mechanizace čistění železničních osobních vozů (asi 1964-1967)
146 – Manipulácia s materiálom služby THB (1959)
147 – Mechanizace prací při elektrizaci železnic (1962)
148 – Mechanizace prací při elektrizaci železnic (1962), 2. díl
149 – Mechanizace prací při elektrizaci železnic (1962), 3. díl

## Legendy
Od dílu 83 jsou Rostislavem Kolmačkou uváděny profily konkrétních lokomotiv či jednotek, včetně nahlédnutí do jejich interiérů:
- 83 – Motorová lokomotiva řady 710 (ex T 334.0) ''Rosnička''
- 84 – Parní lokomotiva řady 477.0 ''Papoušek''
- 85 – Elektrická lokomotiva řady 184 ''Tušimický šestikolák''
- 86 – Motorový vůz řady 851 (ex M 286.1) ''Krokodýl''
- 87 – Elektrická lokomotiva řady 180 (ex E 669.0 a ex E 699.0) ''Albatros''
- 88 – Parní lokomotiva řady 433.0 ''Skaličák''
- 89 – Motorová lokomotiva řady 781 (ex T 679.1) ''Sergej''
- 90 – Elektrická lokomotiva řady 182 (ex E 669.2) ''Šestikolák''
- 91 – Motorový vůz řady M 131.1 (801) ''Hurvínek''
- 92 – (Odklizová) Elektrická lokomotiva řady 127 (továrního typu Škoda 26 Em)
- 93 – (Ozubnicová) Motorová lokomotiva řady 715 (ex T 426.0) ''Rakušanka''
- 94 – Elektrická lokomotiva řady 110 (ex E 458.0) ''Žehlička''
- 95 – Motorový vůz řady 810 (ex M 152.0) ''Orchestrion''
- 96 – Parní lokomotiva řady 555.0 "Němka"
- 97 – Motorová lokomotiva řady 725 (ex T 444.0) ''Karkulka''
- 99 – Elektrická lokomotiva řady 130 (ex E 479.0) ''Hrbatá'', ''Velbloud'' …
- 101 – Motorový vůz řady 820 (ex M 240.0) ''Singrovka''
- 102 – Parní lokomotiva řady 475.1 ''Šlechtična''
- 103 – Motorová lokomotiva řady 751 (ex T 478.1) ''Zamračená'' a Motorová lokomotiva řady 752 (ex T 478.2) ''Zamračená''
- 104 – Elektrická jednotka řady 460 (ex EM 488.0) ''Tornádo''
- 105 – Elektrická lokomotiva řady 263 (ex S 499.2) ''Princezna''
- 106 – Parní lokomotiva řady 414.0 "Heligón"
- 107 – Motorová lokomotiva řady 735 (ex T 466.0) ''Pilštyk''
- 108 – Elektrická lokomotiva řady 240 (ex S 499.0) ''Laminátka''
- 109 – Parní lokomotiva řady 387.0 "Mikádo"
- 110 – Lokomotiva E 423.0 "Adamovka"
- 111 – Motorová lokomotiva řady 743 (ex T 466.3) ''Tranzistor''
- 112 – Parní lokomotiva řady 464.0 ''Bulík'', ''Ušatá''
- 113 – Elektrická lokomotiva řady 242 (ex S 499.02) ''Plecháč''
- 114 – Motorový vůz řady 892 (ex M 153.0) ''Mandelinka'' MVTV 3
- 115 – Motorová lokomotiva řady 705.9 (ex T 47.0) ''Túčko'' JHMD
- 116 – Elektrická lokomotiva řady 141 (ex E 499.1) ''Bobina''
- 117 – Mladějovské parní lokomotivy č. 1 a č. 5
- 118 – Motorová lokomotiva řady 729 (ex T 419.0 a T 419.1)
- 119 – Elektrická lokomotiva řady 150 (ex E 499.2) "Potkan"
- 120 – Motorová lokomotiva řady 700 (ex T 211.0) ''Prasátko'' a Motorová lokomotiva řady 701 (ex T 211.1) ''Prasátko''
- 121 – (Prototypová) Elektrická jednotka řady 470 ''Kraken'', ''Uršula''
- 122 – Parní lokomotiva řady 464.2 ''Rosnička''
- 123 – Motorová lokomotiva řady 759 (ex T 499.0) ''Kyklop''
- 124 – (Odklizová) Elektrická lokomotiva továrního typu Škoda 17E
- 125 – Parní lokomotiva řady 314.303 "Kocúr"
- 126 – Průmyslová lokomotiva DH200
- 127 – Motorový vůz řady 831 (ex M 262.1) ''Kredenc''
- 128 – Elektrická lokomotiva řady 140 (ex E 499.0) ''Bobina''
- 129 – Motorová lokomotiva řady 771 (ex T 669.1) ''Čmelák''
- 130 – Parní lokomotiva řady 354.7 ''Všudybylka''
- 131 – Elektrická lokomotiva řady 122 (ex E 469.2) ''Uhelka''
- 132 – Motorová lokomotiva řady 753 (ex T 478.3) ''Brejlovec''
- 133 – Parní lokomotiva řady  556.0 ''Štokr''
- 134 – Elektrická lokomotiva řady 372 (ex ES 499.2) ''Bastard''
- 135 – Motorové vozy řady 852 a 853 (ex M 296.2 a ex M 296.1) ''Hydra'' a Motorový vůz řady 854 ''Hydra''
- 136 – Motorová lokomotiva řady 721 (ex T 458.1) ''Velký Hektor''
- 137 – Odklizová elektrická lokomotiva řady 127
- 138 – Parní lokomotiva řady 310.0 ''Kafemlejnek''
- 139 – Elektrická lokomotiva řady 169 (ex E 499.5) ''Asynchron''
- 140 – Průmyslová lokomotiva DH 120
- 141 – Motorový elektrický vůz Elinka EM 400.0
- 142 – Parní lokomotiva řady 434.1 ''Čtyřkolák''
- 143 – Elektrická lokomotiva řady 163 (ex E 499.3) ''Peršing''
- 144 – Lokomotiva BN 60
- 145 – Elektrická lokomotiva řady 100 (ex E 422.0) ''Kapesní bobina''
- 146 – Motorový vůz řady 850 (ex M 286.0) ''Krokodýl''
- 147 – Elektrická lokomotiva řady 350 (ex ES 499.0) ''Gorila''
- 148 – Parní lokomotiva řady 524.1 ''Pětikolák''
- 149 – Motorová lokomotiva řady 714 ''Veselá kráva''

## Courák
Mezi díly 61 a 82 navštívili moderátoři vybraná nádraží s turisticky atraktivním okolím:
- 61 – Rynoltice (okres Liberec)
- 62 – Železná Ruda-Alžbětín (okres Klatovy)
- 63 – Ploskovice (okres Litoměřice)
- 64 – Lednice (okres Břeclav)
- 65 – Roztoky u Prahy (okres Praha-západ)
- 66 – Loděnice (okres Beroun)
- 67 – Kardašova Řečice (okres Jindřichův Hradec)
- 68 – Teplice nad Bečvou (okres Přerov)
- 69 – Jiřetín pod Jedlovou (okres Děčín)
- 70 – Velký Valtinov (okres Česká Lípa)
- 71 – Český Šternberk (okres Benešov)
- 72 – Kubova Huť (okres Prachatice)
- 73 – Strážnice (okres Hodonín)
- 74 – Kařez a Zbiroh (okres Rokycany)
- 75 – Krnov (okres Bruntál)
- 76 – Třebívlice (okres Litoměřice)
- 77 – Nejdek (okres Karlovy Vary)
- 78 – Petrohrad (okres Louny)
- 79 – Kaproun (okres Jindřichův Hradec)
- 80 – Mšeno (okres Mělník)
- 81 – Blíževedly (okres Česká Lípa)
- 82 – Horní Lipová, Lipová-lázně (okres Jeseník)

V díle 103 byl odvysílán příspěvek o Slezském Semmeringu v okresech Jeseník a Bruntál.

## Drážní architektura
Zastavení u architektonicky zajímavých nádražních budov:
- 107 – Veřovice
- 110 – Havlíčkův Brod
- 113 – Uherský Brod
- 115 – Negrelliho viadukt
- 119 – Česká Třebová
- 122 – Ivančický viadukt
- 128 – Ostrava-Svinov
- 130 – Veselí nad Lužnicí
- 139 – Hradec Králové